# Uzłowoj (Kraj Krasnodarski)
Uzłowoj (ros. Узловой) – osiedle w Rosji, w Kraju Krasnodarskim, w rejonie mostowskim. W 2010 liczyło 431 mieszkańców.